# Шарден, Жермен
Жермен Луи Маресель Шарден (фр. Germain Louis Marcel Chardin, род. 15 мая 1983, Верден) — французский гребец, двукратный призёр летних Олимпийских игр, чемпион мира 2010 года, двукратный призёр чемпионатов Европы, призёр этапов Кубка мира, многократный чемпион Франции.

## Биография
Заниматься греблей Жермен Шарден начал в яхт-клубе родного города Верден. В 1999 году молодой француз впервые завоевал национальный титул. В 2000 году на юниорском первенстве в Загребе Шарден в составе четвёрки распашной с рулевым стал чемпионом мира, а спустя год завоевал аналогичный титул в двойке. С 2003 года Шарден начал выступать на взрослых чемпионатах мира и этапах Кубка мира. На своём дебютном чемпионате мира Шарден был близок к завоеванию медали, но в составе восьмёрки занял лишь 4-е место. Несколько лет Шарден выступал в двойках распашных вместе со своим кузеном Бенжаменом Рондо, а затем вместе с ним вошёл в состав четвёрки, в составе которой стал призёром этапа Кубка мира.
С 2008 года Шарден вернулся в двойку, но теперь его партнёром по экипажу стал Дориан Мортелетт. На первом же крупном международном старте французские гребцы смогли попасть в число призёров, завоевав серебро на этапе Кубка мира в Познани. Тем не менее на Олимпийских играх Шарден и Мортелетт выступали в составе четвёрки, в которую также входили Рондо и Жюльен Депре. На предварительном этапе французский экипаж занял последнее место в своём заезде, в результате чего им пришлось пробиваться в полуфинал через отборочный заезд, в котором они заняли второе место. В полуфинале французы в борьбе за третье место всего на 0,58 с. обошли новозеландских гребцов и вышли в финал. В решающем заезде французские гребцы смогли показать высокий результат и, опередив сильных гребцов из Словении, Чехии и Германии, стали обладателями бронзовых наград.
В 2009 году Шарден в составе восьмёрки принял участие в чемпионате Европы и стал бронзовым призёром. На чемпионате мира 2010 года Шарден, Мортелетт, Депре и Жан-Баптист Маке стали обладателями золотых наград. В 2012 году Шарден и Мортелетт выиграли олимпийскую квалификационную регату в Люцерне и завоевали лицензию на Игры в Лондоне. Олимпийские игры сложились для французского экипажа очень удачно. На предварительном этапе Шарден и Мортелетт уступили только новозеландцам Эрику Маррею и Хэмишу Бонду, которые установили новый мировой рекорд. В полуфинале французские гребцы уверенно выполнили задачу по попаданию в тройку сильнейших, проиграв лишь британским спортсменам. После 500 метров дистанции финального заезда французы захватили лидерство, опережая новозеландцев на 0,37 с. Однако уже к середине заезда Маррей и Бонд вышли в лидеры, выйдя вперед относительно французов на полторы секунды. За 500 метров до финиша Шарден и Мортелетт уступали новозеландским гребцам более чем 5 секунд. Борьба за оставшиеся медали развернулась между сборными Франции, Великобритании и Италии. Сильнее всех заключительный отрезок прошли Шарден и Мортелетт, которые и стали серебряными призёрами Игр, опередив на финише британских гребцов на 0,66 с.
На чемпионате мира 2013 года Шарден и Мортелетт вновь стали серебряными призёрами, уступив только новозеландцам Маррею и Бонду. Были близки французские гребцы и к медали чемпионата Европы, но в решающем заезде пришли к финишу только 4-ми. Также на счету французского экипажа значилась победа на этапе Кубка мира в Сиднее. В 2015 году Шарден и Мортелетт стали серебряными призёрами чемпионата Европы, уступив в финале британским гребцам. В 2015 году французы выступили на чемпионате мира, но не смогли пробиться в решающий заезд, став 4-ми в полуфинале. В финале B они заняли 2-е место, что позволило получить лицензию для страны на участие в летних Олимпийских играх 2016 года.
На Олимпийских играх в Рио-де-Жанейро французский экипаж с большим отрывом одержал победу в своём предварительном заезде и вышли в полуфинал, где смогли завершить гонку на третьем месте и выйти в финал. В решающем заезде Шарден и Мортелетт с самого старта начали отставать от лидирующей группы. К середине дистанции французские гребцы отставали от идущих третьими спортсменов Великобритании почти 4 секунды. На финишном отрезке французы смогли опередить гребцов Австралии и закончили дистанцию на 5-м месте. После окончания Олимпийских игр Жермен Шарден принял решение завершить спортивную карьеру.